# Callopistria ouria
Callopistria ouria là một loài bướm đêm trong họ Noctuidae.